# Bach (Ausztria)
Bach település Ausztria tartományának, Tirolnak a Reutte járásában található. Területe 56,9 km², lakosainak száma 656 fő, népsűrűsége pedig 12 fő/km² (2014. január 1-jén). A település 1070 méteres tengerszint feletti magasságban helyezkedik el. Először 1427-ben említik történelmi források. Lakosságának jelentős része ingázó. A település lakosságának bevételeit jelentős részben a turizmus biztosítja.

## Fordítás
- Ez a szócikk részben vagy egészben  a   Bach, Austria című angol Wikipédia-szócikk ezen változatának fordításán alapul.  Az eredeti cikk szerkesztőit annak laptörténete sorolja fel. Ez a jelzés csupán a megfogalmazás eredetét és a szerzői jogokat jelzi, nem szolgál a cikkben szereplő információk forrásmegjelöléseként.